# Elaphoglossum crassinerve
Elaphoglossum crassinerve är en träjonväxtart som först beskrevs av Kze., och fick sitt nu gällande namn av Moore. Elaphoglossum crassinerve ingår i släktet Elaphoglossum och familjen Dryopteridaceae. Inga underarter finns listade.